# Колеци, Васка
Васка Колеци (алб. Vaskë Koleci; 22 октября 1923, Корча — 9 мая 2000, Тирана) — албанский коммунист, крупный функционер карательных органов первых лет НРА. В 1948 — директор Сигурими. Активный участник политических репрессий. Арестован вместе с Кочи Дзодзе, приговорён к тюремному заключению. После отбытия срока дистанцировался от политики.

## Приход в компартию
Родился в семье албанских христиан. Учился в Эльбасане. С 1940 состоял в коммунистической группе Корчи. В 1942 вступил в Коммунистическую партию Албании (КПА). Во время Второй мировой войны принадлежал к партизанскому командованию Национально-освободительной армии.

## В руководстве Сигурими
После прихода КПА к власти в 1944 Васка Колеци поступил на службу в карательный аппарат нового режима. С декабря 1944 по май 1946 возглавлял 2-е управление Директората народной защиты (DMP), с мая 1946 — 1-е управление Сигурими. Эти подразделения контрразведки и внутренней безопасности рассматривались как ключевые в системе политической полиции.
Васка Колеци был одним из руководителей политических репрессий на севере Албании. Впоследствии он признал, что только в Шкодере осенью 1948 его подразделение арестовало 300 человек, многие из которых были подвергнуты пыткам (при этом он утверждал, что освободил около 150 арестованных).
В период 1946—1948 Васка Колеци считался третьим лицом в иерархии репрессивных органов — после министра внутренних дел Кочи Дзодзе и его заместителя Нести Керенджи. Являлся кандидатом в члены ЦК КПА. Политически ориентировался прежде всего на Кочи Дзодзе.
1 марта 1948 Васка Колеци был назначен директором Сигурими, сменив Нести Керенджи. Однако на этом посту он оставался недолго — до 30 октября 1948.

## Арест, суд, тюрьма
Внутрипартийная борьба за власть в КПА завершилась в 1948 году победой группировки Энвера Ходжи—Мехмета Шеху над Кочи Дзодзе—Панди Кристо. Дзодзе и его сторонники были арестованы, в том числе Васка Колеци.
Их обвинили в заговоре против Ходжи, шпионаже в пользу Югославии, троцкизме и титоизме (одновременно). Кроме того, им вменялись — особенно Дзодзе и Колеци — «нарушения соцзаконности», денежные хищения, присвоение имущества репрессированных. Колеци признал вину в произвольных арестах и пытках, включая случай смерти арестованного на его глазах, а также в организации слежки за Шеху по приказу Дзодзе. Характерно, что он оценил как преступную всю систему Сигурими.
В то же время Колеци ссылался на выполнение приказов Дзодзе и оправдывался недостатком собственного политического опыта. При этом он отказывался признавать «троцкистский» характер своей деятельности — потому что в таком случае «троцкистским» пришлось бы считать весь аппарат госбезопасности.
Суд приговорил Васку Колеци к 9 годам тюрьмы. Кочи Дзодзе был казнён.

## Уход в портные
Васка Колеци полностью отбыл срок заключения. Освободившись, до 1983 работал портным. Избегал всякой публичности, как до, так и после падения коммунистического режима. Никогда ни с кем не делился воспоминаниями.
Скончался Васка Колеци в возрасте 76 лет.